# Карбунара, Бабе Дуд
Бабе Дуд Карбанара (алб. Babë Dud Karbunara), при рождении Йорги Карбунара (алб. Jorgji Karbunara; 22 апреля 1842 — 19 декабря 1917), — албанский преподаватель и политик, один из подписантов Декларации независимости Албании.

## Семья и ранние годы
Дед Йорги Карбунары в своё время перебрался из селения Трожар близ Терпана в город Берат, где его сын Теодор впоследствии работал золотошвеем. Там же 22 апреля 1842 года у последнего родился сын Йорги. Он сначала учился на острове Корфу, а затем продолжил свою учёбу в Триесте.

## Деятельность
В период активности Призренской лиги Карбунара организовал её отделение на Корфу. Его деятельность в основном была сосредоточена на создании школ на албанском языке в его родном регионе Берат. В 1890-х годах ему было запрещено обучать албанскому языку, а 14 сентября 1894 года его дом был сожжён агентами Османской империи. После принятия османской конституции 1908 года Карбунара вместе с другими деятелями Албанского национального возрождения открыли в Берате две школы на албанском языке. Во время Албанского восстания 1912 года он созвал ассамблею в Сине, где представители повстанцев из южной Албании подписали меморандум Сине, являвший собой список требований, касающихся предоставления прав албанцам в Османской империи.

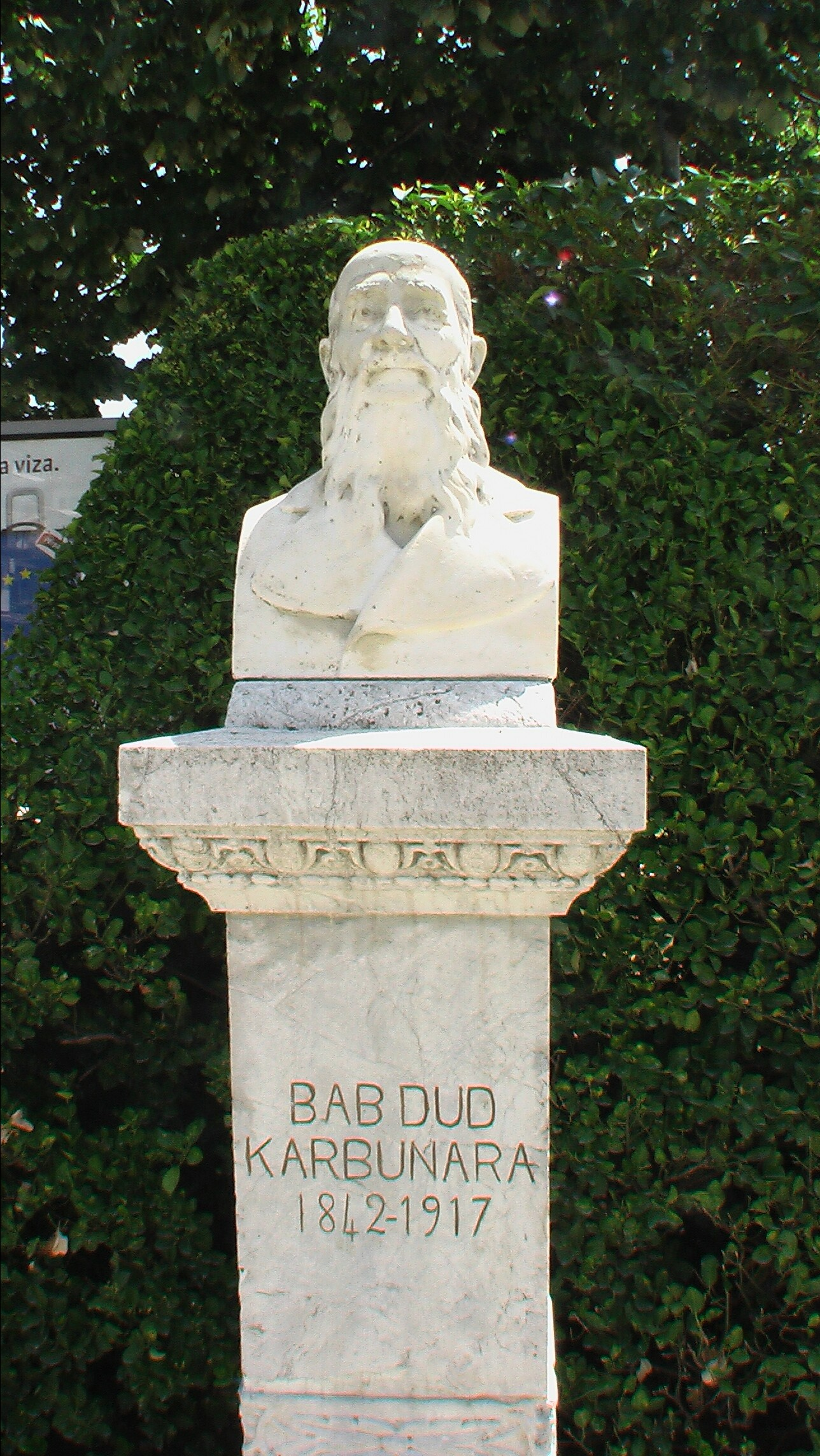
Памятник Карбунаре в Берате

В ноябре 1912 года Карбунара участвовал в качестве делегата от Берата на Ассамблее во Влёре, где была провозглашена независимость Албании и создан национальный конгресс. Депутаты национального конгресса также избрали 18 делегатов ассамблеи для формирования албанского сената.
30 июня 1914 года на Карбунару напали проосманские исламские повстанцы во главе с эссадистом Мусой Казими. Он был жестоко избит после того, как на вопрос «Ты албанец или осман», он ответил «Албанец, такой же, как и вы».

## Смерть
Карбунара умер 19 декабря 1917 года и был похоронен на кладбище церкви святого Георгия в Берате. Церемония прощания прошла в церкви по соседству в районе Мангалем при огромном стечении народа. Музыкальная группа Паналбанской федерации Ватра специально прибыла из американского Бостона, чтобы почтить его память своим выступлением.

## Память
В 1937 году в Берате был установлен бюст Карбунары работы скульптора Димитра Чани, а в коммунистическую эпоху он был посмертно награждён медалью «Учитель народа» (алб. Mësues i Popullit). Кроме того, ныне одна из средних школ в Берате носит его имя.